# District d'Olten
Le district d'Olten est un ancien district suisse, situé dans le canton de Soleure. Il forme depuis 2005, avec le district de Gösgen, la circonscription électorale d'Olten-Gösgen.

## Communes
| Nom                | N° OFS | Population (décembre 2022) |
| ------------------ | ------ | -------------------------- |
| Boningen           | 2571   | +000805,                   |
| Däniken            | 2572   | +002 946,                  |
| Dulliken           | 2573   | +005 224,                  |
| Eppenberg-Wöschnau | 2574   | +000325,                   |
| Fulenbach          | 2575   | +001 798,                  |
| Gretzenbach        | 2576   | +002 759,                  |
| Gunzgen            | 2578   | +001 714,                  |
| Hägendorf          | 2579   | +005 249,                  |
| Kappel             | 2580   | +003 428,                  |
| Olten              | 2581   | +018 339,                  |
| Rickenbach         | 2582   | +001 135,                  |
| Schönenwerd        | 2583   | +005 100,                  |
| Starrkirch-Wil     | 2584   | +001 871,                  |
| Walterswil         | 2585   | +000764,                   |
| Wangen bei Olten   | 2586   | +005 452,                  |
| Total              | Total  | +056 909,                  |